# Herb Ćwiklic

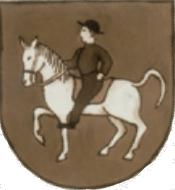
Herb Ćwiklic

Herb Ćwiklic przedstawia mężczyznę (określanego przez Mariana Gumowskiego jako parobka) na koniu, wolno jadącego w prawo.
Po raz pierwszy pojawił się na pieczęci gminnej z początku XIX wieku - oprócz herbu znajduje się tam też legenda CZWIKLITZ.GEM.SIG / PLESSNER / CREYS. Średnica wynosiła 25 milimetrów. W okresie międzywojennym w miejsce herbu wsi na pieczęciach znajdował herb państwowy.
Marian Gumowski proponował białego konia, czarnego parobka i niebieskie tło. Obecnie tło herbu jest w kolorze brązowym.